# 970 до н. е.

## Події
- За однією з версій Соломон став царем Ізраїлю після смерті Давида.

### Астрономічні явища
- 27 січня. Гібридне сонячне затемнення.[1]
- 24 липня. Кільцеподібне сонячне затемнення.[1]